# Paso Iberoamericano
Der Paso Iberoamericano ist eine zu den Gangpferden zählende Pferderasse aus Costa Rica. Er verbindet die Dressurbegabung und das stabile Fundament der iberischen Rassen Pura Raza Española oder Lusitano mit der natürlichen Töltveranlagung der Gangpferderassen Paso Peruano, Paso Fino oder Mangalarga Marchador zu einem vielseitig verwendbaren, robusten Freizeit- und Sportpferd. 
Die Besonderheit dieser Rasse ist, dass sie aus der Verpaarung zweier Rassen nach dem 3/8-5/8-Modell entsteht.

## Exterieur

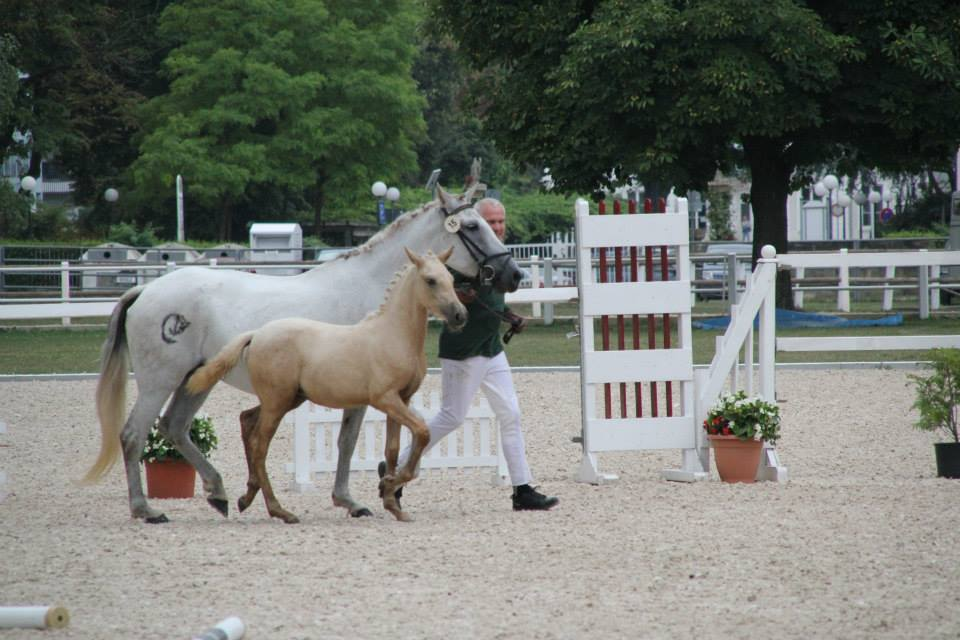
Paso Iberoamericano Fohlen Jacinta

- Kopf: trocken, gerades bis leicht konvexes Profil; große Augen, mittlere bis lange Ohren; flache breite Stirn.
- Hals: hoch angesetzt mit konvexer Ober- und gerader Unterlinie, dichte Mähne.
- Körper: gut proportioniert; lange Schulter mit ausgeprägtem Widerrist; starke leicht abfallende Kruppe; tiefer Schweifansatz.
- Fundament: gut bemuskelte, trockene Beine; harte Hufe; wenig Kötenbehang.

## Bewegungsablauf
Viergänger; alle Gangarten energisch, taktklar und raumgreifend; dressurbegabt

## Zuchtmethodik
Durch die Paarung eines Pura Raza Espanola oder Lusitano mit einer der Gangpferderassen wird die F1-Generation geschaffen.
Diese F1-Generation wird danach in einer Anpaarung mit einem reinen Gangpferd rückgekreuzt.
Das Ergebnis ist die R1-Generation. Im folgenden Zuchtabschnitt wird diese mit der F1-Generation angepaart. Hieraus entsteht das Endprodukt Paso Iberoamericano, eine 5/8-Kreuzung aus Gangpferd und Spanischem Pferd, das über 5/8 Gangpferde und 3/8 iberisches Blut verfügt.

## Charakter
Der Paso Iberoamericano hat ein freundliches, kooperatives Wesen, eine aufmerksame Reaktionsbereitschaft, Intelligenz und Nervenstärke.

## Einsatzmöglichkeiten
Vielseitiges Talent für Freizeit Dressur bis hohe Schule und Barockreiten. Manche Paso Iberoamericanos weisen auch Springtalent auf. Aufgrund des Viergangs sehr guter Partner zum Wanderreiten und Distanzreiten.